# Adrian Langbein
Adrian Johann Langbein (* 30. Juli 1796 in Gehren; † 4. Januar 1885 in Arnstadt) war ein deutscher Jurist und Politiker. Er war Abgeordneter des Schwarzburg-Sondershäuser Landtags (1853–1865).

## Leben
Langbein wurde als Sohn eines Bürgermeisters geboren und studierte Rechtswissenschaften in Jena. Während seines Studiums wurde er 1816 Mitglied der Urburschenschaft. Nach seinem Studium war er Regierungsadvokat und Stadtschreiber in Langewiesen und dort von 1823 bis 1863 Bürgermeister. Er wurde 1838 zum Sekretär, 1853 zum Fürstlichen Rat und 1869 zum Justizrat ernannt. 1853 wurde er Abgeordneter des Schwarzburg-Sondershäuser Landtags, dem er bis 1865 angehörte, teilweise als Vizepräsident (1855 und 1857), später als Alterspräsident (1861–1863). 

## Ehrungen
- 1856: Ehrenkreuz von Schwarzburg, III. Klasse